# Футуна-анива
Футуна-анива — язык, используемый в провинции Тафеа республики Вануату на островах Футуна и Анива. Относится к полинезийским языкам, являющимся частью австронезийской языковой семьи. На языке футуна-анива говорят около 1500 человек.
В некоторых случаях именуется также западным футуна для отличия от восточного футуна, используемого на островах Футуна and Алофи в составе  территории островов Уоллис и Футуна.

## Морфология

### Местоимения
Местоимения в футуна-анива различаются по четырем числам (единственное, двойственное, тройственное и множественное) и по четырем лицам (первое инклюзивное, первое эксклюзивное, второе и третье. 
Существуют пять групп местоименных форм в футуна-анива: личные, притяжательные, вопросительные, усилительные и указательные. В некоторых случаях, местоименные формы сопровождаются местоименными клитиками. 